# Цони Чанков
Цони Цонев Чанков е български революционер, деен участник в борбата за освобождението на Добруджа.

## Биография
Роден е в село Калипетрово, Силистренско на 28 септември 1894 година. През 1913 година Южна Добруджа е предадена на Румъния. Призован е в румънската армия на 15 септември 1915 година. През декемвр, по време на коледния отпуск, дезертира, бяга в България и постъпва в Българската армия. Участва в Първата световна война.
На 19 декември 1918 година, след връщането на Южна Добруджа на Румъния, румънски части влизат в родното му село. На 6 януари 1919 година Чанков отново бяга в България. В началото на следващата година се връща, но румънските власти го издирват, за да го съди военен съд в Кюстенджа, и той бяга окончателно на 16 май 1921 година.
Чанков е сред основателите на ВДРО. Става четник в четата на Стефан Боздуганов и заместник на войводата в 1-ви революционен район (Силистренския). С четата непрекъснато преминава границата и влиза в сражения с румънски въоръжени банди и жандармерия. Участва в боевете при Олуклийските ниви, при Гьолеркьойската гора, където раняват войводата Стефан Боздуганов, при Алфатарските лозя, при местността Даскаловите чаири, при гората Каракуз и при Саръбаир.
Цони Чанков участва в създаването на местни революционни комитети в родния си край. С дейността си допринася за поддържане духа на българския народ и респектиране на румънската власт в целия революционен район. На 11 декември 1943 година Иван Хаджииванов му издава удостоверение, че е преминавал въоръжен във вътрешността на Добруджа с четите на Слави Алексиев, Стефан Боздуганов и Иван Чапкънов. Пак той му издава легитимация под № 5 за помощник началник на 1-ви революционен район на 1 май 1925 година.
За заслуги към България е предложен за награда с народна пенсия.

## Семейство
Женен е за Мита Цонева Цонева, родена на 15 април 1895 година. Има 2 сина и 1 дъщеря – Пейчо Цонев Цонев (р. 7 ноември 1921) и Иван Цонев Цонев (р. 2 януари 1933). Жечка Цонева Алипиева (р. 2 август 1923 г.)